# Hôtel de Sens
Hôtel de Sens, plným názvem Hôtel des archevêques de Sens (česky Palác arcibiskupů ze Sens) je gotický městský palác v Paříži v historické čtvrti Marais ve 4. obvodu. Od roku 1961 zde sídlí Forneyova knihovna věnovaná výtvarnému a užitému umění.

## Historie
Pařížská diecéze byla povýšena na arcibiskupství až v roce 1622. Do této doby podléhala arcibiskupství v Sens. Arcibiskup Tristan de Salazar (v úřadu 1474–1518) nechal zbořit původní palác nazývaný Hôtel Jean d'Hestoménil, který daroval arcibiskupství v Sens Karel V. jako pařížskou arcibiskupskou rezidenci a nechal na jeho místě v letech 1475–1519 vybudovat současnou stavbu. V 16. století zde bylo centrum katolické ligy v čele s Jindřichem de Guise a kardinálem Nicolasem de Pellevé, kterého zde podle pověsti ranila mrtvice poté, co se dověděl o vstupu Jindřicha IV. do Paříže. Také zde v letech 1605–1606 žila královna Margot, jejíž manželství s Jindřichem IV. bylo zrušeno v roce 1599. V roce 1911 koupilo palác město Paříž, které zde v roce 1961 umístilo Forneyovu knihovnu.
Palác je od roku 1862 zařazen mezi historické památky.